# 1993 LC
1993 LC är en asteroid i huvudbältet som upptäcktes den 13 juni 1993 av den amerikanske astronomen Henry E. Holt vid Palomarobservatoriet.
Asteroiden har en diameter på ungefär 7 kilometer och den tillhör asteroidgruppen Eunomia.